# Petalocephala manchurica
Petalocephala manchurica är en insektsart som beskrevs av Kato 1932. Petalocephala manchurica ingår i släktet Petalocephala och familjen dvärgstritar. Inga underarter finns listade i Catalogue of Life.